# Мужская грудь
Мужская грудь — область в верхней части туловища.

## Описание
Представляет собой совокупность форм, образованных мышечно-скелетным каркасом (рёбрами, большими грудными мышцами) и кожей, расположенных в верхней части грудной клетки. Немного ниже середины каждой груди, примерно на уровне четвёртого межрёберного промежутка или пятого ребра, имеется ареола с соском в центре. Сосок обычно имеет розовато-коричневую окраску. Грудь развивается из одних и тех же тканей эмбриона у обоих полов, морфологическая структура груди остается одинакова вплоть до начала полового созревания. Развитие грудных желез у лиц мужского пола является относительно редкой патологией (гинекомастия). Во многих культурах считается приличным публично обнажать мужскую грудь.
На грудь мужчины проецируются идеи и идеалы, связанные с идеей мужественности. В современной рекламе образ под названием «настоящий мужчина» показывается в виде совокупности следующих качеств: «…с умеренным волосяным покровом на груди».
По мнению Джениса Миллера, степень волосатости мужской груди является предметом достаточно изменчивой моды. В отдельных случаях это становится материальной основой для демонстрации тех или иных мыслей и идей. Дженис Миллер поддерживает позицию Коэна о наличии взаимосвязи между восприятием мужской груди, волос на ней, в разные десятилетия и изменениями в культуре, связанными с изображением мужского тела в кино, эротическими коннотациями.